# منطقه انفیلد لندن
منطقه انفیلد لندن (به انگلیسی: London Borough of Enfield) یک منطقه در بریتانیا است که در لندن بزرگ واقع شده‌است.
این منطقه ۸۲٫۲۰ کیلومتر مربع مساحت و ۲۸۷٬۶۰۰ نفر جمعیت دارد.